# Javngyde
Javngyde er en by i Østjylland med 209 indbyggere i byområdet (2019). Byen er beliggende nær Ravnsø 5 km nordøst for Ry og 15 km nordvest for Skanderborg. Javngyde ligger i Tulstrup Sogn i Skanderborg Kommune.
Byen er tidligere stavet Jaungyde og navnet på landsbyen kendes tilbage til 1375. Udstykninger af byggegrunde i 1970 og i 1999 har betydet at byens indbyggertal for første gang nåede over 200 indbyggere i 2015 og dermed fremgår af Danmarks Statistiks byopgørelse.
Jaungyde Forsamlingshus er bygget i 1906.